# Джурх
Джурх (також Чжужихе, від кит. 朱日和镇, пін. Zhūrìhé Zhèn) — містечко у КНР, хошун Сунід – Правий стяг автономії Внутрішня Монголія.

## Географія
Джурх розташовується у Східній Гобі.

### Клімат
Містечко знаходиться у зоні, котра характеризується кліматом тропічних степів. Найтепліший місяць — липень із середньою температурою 21.7 °C (71 °F). Найхолодніший місяць — січень, із середньою температурою -14.4 °С (6 °F).
| Клімат Джурха           | Клімат Джурха | Клімат Джурха | Клімат Джурха | Клімат Джурха | Клімат Джурха | Клімат Джурха | Клімат Джурха | Клімат Джурха | Клімат Джурха | Клімат Джурха | Клімат Джурха | Клімат Джурха | Клімат Джурха |
| Показник                | Січ.          | Лют.          | Бер.          | Квіт.         | Трав.         | Черв.         | Лип.          | Серп.         | Вер.          | Жовт.         | Лист.         | Груд.         | Рік           |
| Середній максимум, °C   | −8            | −4            | 4             | 14            | 21            | 26            | 28            | 26            | 20            | 13            | 2             | −6,1          | 11            |
| Середня температура, °C | −14           | −11           | −3            | 6             | 14            | 19            | 22            | 20            | 13            | 6             | −4            | −12           | 4             |
| Середній мінімум, °C    | −20           | −18           | −9            | 0             | 6             | 12            | 15            | 14            | 7             | 0             | −10           | −17           | −1            |
| Норма опадів, мм        | 2             | 3             | 5             | 7             | 15            | 31            | 59            | 58            | 25            | 12            | 3             | 2             | 221           |
| ----------------------- | ------------- | ------------- | ------------- | ------------- | ------------- | ------------- | ------------- | ------------- | ------------- | ------------- | ------------- | ------------- | ------------- |
| Джерело: Weatherbase    |               |               |               |               |               |               |               |               |               |               |               |               |               |

## Транспорт
- залізнична станція Чжужихе.